# Tomás López Enguídanos
Tomás López Enguídanos, né à Valence (Espagne) en 1773 et mort à Madrid en 1814, est un graveur espagnol.
Il est le frère de José et Vicente López Enguídanos, également graveurs, et le neveu de Joseph Ortiz y Sanz (es), homme de lettres.

## Biographie
Tomás López Enguídanos commence ses études à l'Académie royale des beaux-arts Saint-Ferdinand à Madrid, où on le voit inscrit dès mai 1786. Il a entre autres pour professeur Manuel Monfort Asensi.
En 1802, il est nommé Académicien émérite de cette institution ; il réalise à cette occasion le portrait du peintre Antonio González Ruiz, à partir d'un dessin de Juan Bernabé Palomino.
En 1804, il est nommé Graveur de chambre honoraire. Dans le cadre de ces nouvelles fonctions, il réalise les portraits de Ferdinand VII (dessin de Vicente López y Portaña) et le portrait équestre de Manuel Godoy (dessin de José Ribelles). La même année, il est élu Académicien émérite de l'Académie royale des beaux-arts de San Carlos de Valence, sa ville natale.

## Œuvre

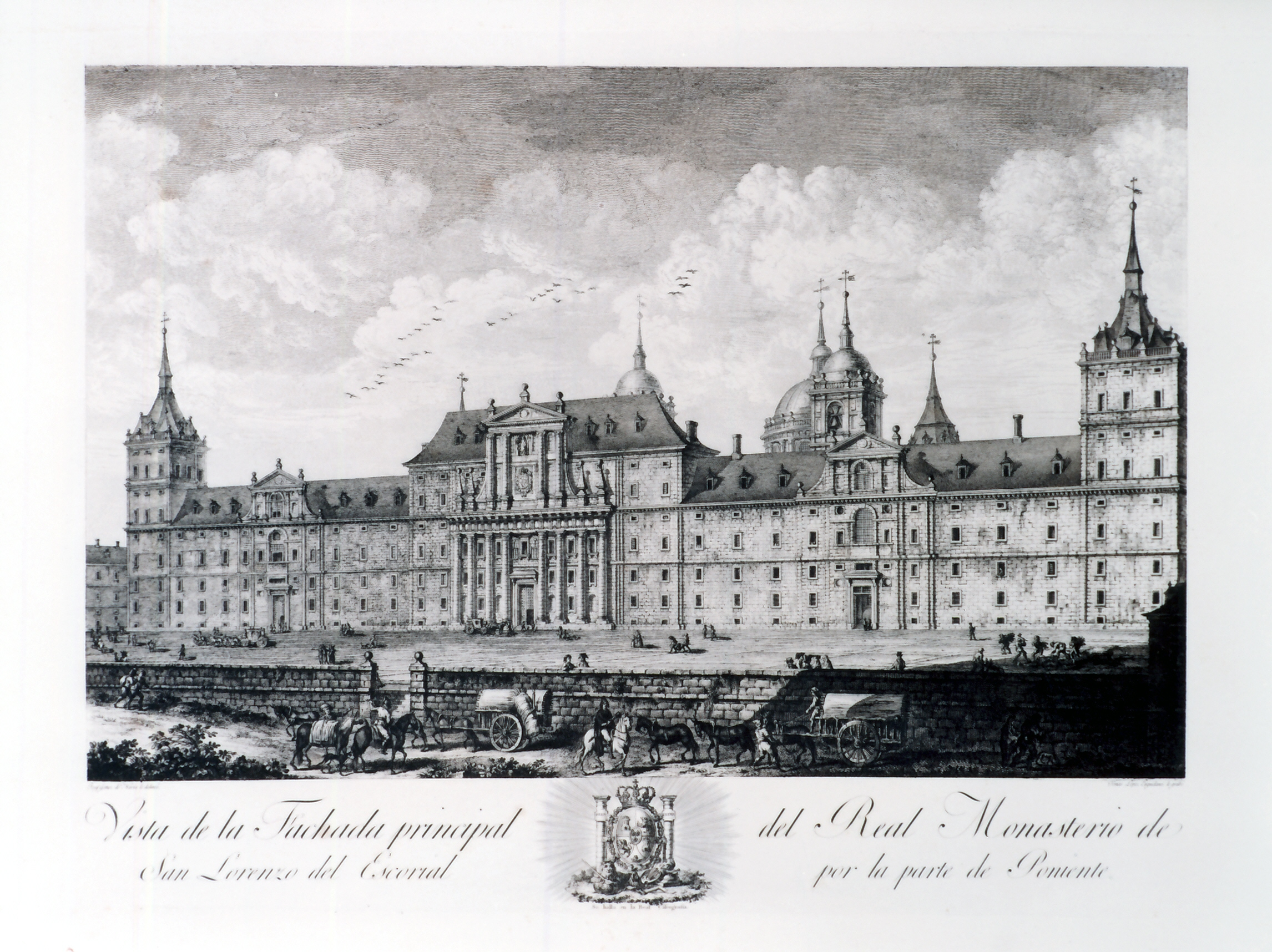
Vue de la façade principale du Monastère royal de San Lorenzo del Escorial depuis l'est, vers 1800, d'après un dessin de José Gómez de Navia.

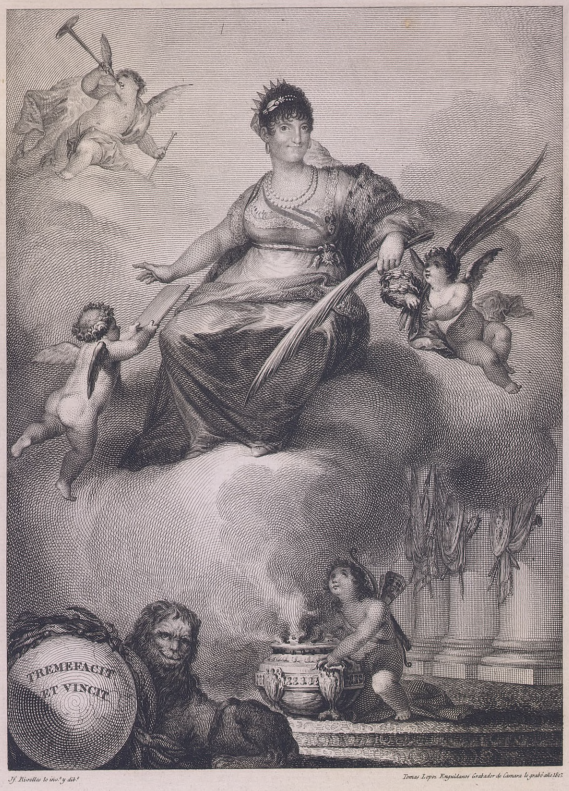
Marie-Louise de Bourbon dans le Temple de la Gloire (1807).

López Enguídanos a réalisé quelques estampes hors série, comme les sept Vistas del Monasterio de San Lorenzo del Escorial (« Vues du monastère de l'Escurial », réalisées vers 1800-1807 d'après des dessins de José Gómez de Navia), María Luisa de Borbón en el templo de la Gloria (« Marie-Louise de Bourbon dans le temple de la Gloire », 1807), ou encore Caridad romana (« Charité romaine », d'après la peinture de Murillo, 1809).

### Illustration d'ouvrages
Mais c'est dans l'illustration de livres que se trouve la plupart de son abondante œuvre. Il participe notamment dans des projets de la Real Calcografía, édités à Madrid par l'Imprenta Real (« Imprimante royale »), comme Vistas de los puertos de España (« Vues des ports d'Espagne », 1785), pour laquelle il réalise celle du port de Cadix ; Los cuatro libros de la arquitectura de Andrea Palladio (« Les quatre livres de l'architecture d'Andrea Palladio », 1797) ou les ouvrages botaniques d'Antonio José Cavanilles : Icones et descriptiones plantarum, quae aut sponte in hispania crescunt, aut in hortis hospitantur (« Images et descriptions des plantes qui soit poussent spontanément en Espagne, soit sont hébergées dans des jardins », 1791-1801), Observaciones sobre la Historia Natural del Reino de Valencia (« Observations sur l'Histoire naturelle du Royaume de Valence », 1795-1797) et Hortus Botanicus (1804), qu'il a dirigé et qui ne s'est finalement pas publié.
Pour la série des Retratos de los españoles ilustres con un epítome de sus vidas (« Portraits des Espagnols illustres avec un épitomé de leur vie »), un projet ambitieux développé par la Imprenta Real et la Calcografía Nacional entre 1791 et 1819, il a réalisé ceux de Diego García de Paredes et de Pablo de Céspedes, d'après des dessins de José Maea, ainsi que du père Bartolomé de las Casas, d'après un dessin de son frère José.
En 1797, il réalise seize planches pour l'édition de Don Quichotte de cette année, dont un portrait de Cervantes qui précède l'étude de son œuvre, à nouveau d'après un dessin de son frère José. Dix autres planches concernent des épisodes du Quichotte, d'après des dessins de José Ribelles, illustreront l'édition suivante, toujours éditée à l'Imprenta Real, mais en 1819, après la mort du graveur ; ces planches sont fidèles aux textes de Cervantes mais sont artistiquement médiocres.

### Soulèvement du Dos de Mayo
López Enguidanos est également l'auteur des premières estampes consacrées au soulèvement du Dos de Mayo : il compile en quatre gravures les principaux événements du drame vécu par le peuple madrilène : le soulèvement populaire devant le Palais royal, la défense du Parque de Artillería par Daoíz y Velarde, l'affrontement avec les troupes françaises à la Puerta del Sol et les exécutions au musée du Prado. Il y donne une importance particulière à l'élément populaire comme étant le protagonisme des événements. Les estampes sont probablement réalisées vers la moitié de l'an 1813, la Gaceta de Madrid informant du projet dans son édition du 11 juin de cette année. La première gravure citée porte la signature « T. L. Enguidanos inv. t. » et les dessins semblent être de son fait, bien que la participation de Vicente López y Portaña ait été mentionnée. Cependant, aussi bien la date comme le nom de l'auteur des dessins a été sujet à controverses, José Ribelles signant une copie postérieure gravée par Alejandro Blanco y Asensio et l'architecte de la Ville de Madrid, Ángel Augusto de Monasterio (es) aurait décoré le cénotaphe élevé en 1811 par les madrilènes réfugiés à Cadix, à l'occasion du troisième anniversaire des événements du 2 mai.

### Autres publications et gravures hors série
- Illustration de la version espagnole de l'ouvrage Précis de l'histoire universelle de Louis-Pierre Anquetil[8]
- Retrato de Miguel de Santander, portrait de Miguel de Santander, un capucin missionnaire apostolique[9] (Madrid, 1802-1803, dans l'ouvrage de ce dernier : Doctrinas y sermones para mision[10])
- Alegoría de Lord Wellington, portrait d'Arthur Wellesley (Valence, 1814, d'après un dessin de Vicente López[c])
- Fernando VII : rei de España e Indias, portrait de Ferdinand VII d'Espagne (Valence, 1809, d'après un dessin de Vicente López[d])
- Cabellos de Sansón (« Cheveux de Samson », eau-forte, conclu par Alejandro Blanco y Assensio à l'imprimante de Fuentenebro (Madrid)[e]
- Dario I, Rey por su caballo, représentant Darius Ier, à l'imprimante de Fuentenebro (Madrid)[f]